# ماگنولیا (تگزاس)
ماگنولیا، تگزاس(به انگلیسی: Magnolia, Texas) شهری در ایالت تگزاس از ایالات جنوبی ایالات متحده آمریکا است. در سرشماری سال ۲۰۰۰، جمعیت این شهر ۱۱۱۱ نفر اعلام شد.